# Nebra (Unstrut)
Nebra (Unstrut) è una città di 3 085 abitanti della Sassonia-Anhalt, in Germania, tra Querfurt e Naumburg.
Appartiene al circondario del Burgenland (sigla automobilistica: BLK) ed è parte della comunità amministrativa (Verwaltungsgemeinschaft) dell'Unstruttal.

## Geografia antropica
Nebra si divide in 3 zone, corrispondenti all'area urbana e a 2 frazioni (Ortsteil):
| Zona                              | Abitanti |  |
| --------------------------------- | -------- |  |
| Nebra (area urbana)               | 2467     |  |
| Reinsdorf                         | 551      |  |
| Wangen (Großwangen e Kleinwangen) | 551      |  |

### Comuni limitrofi
I comuni limitrofi sono Querfurt, Barnstädt e Steigra a nord, Karsdorf a est, Bad Bibra a sud e Kaiserpfalz a ovest.

## Storia
Nel 1962 vicino a Nebra sono state rinvenute quattro figurine magdaleniane della fine del Paleolitico superiore, risalenti a 12.000-14.000 anni fa, la più antica opera d'arte conosciuta in Sassonia-Anhalt. La città è rinomata anche per il disco di Nebra, una lastra di metallo dell'Età del Bronzo trovata nella frazione di Wangen nel 1999. È diventato pubblico soltanto nel 2002, quando i saccheggiatori del reperto hanno cercato di venderlo ma sono stati arrestati in Svizzera. Si pensa che tale manufatto sia stato realizzato tra il 2100 e il 1700 a.C. e che sia stato sepolto intorno al 1600 a.C.. È esposto nel Museo regionale della preistoria ad Halle (Saale).
I documenti storici più antichi che menzionano Nebra risalgono al 18 maggio 876. Lo status privilegiato di città venne acquisito nel XII secolo. Il castello di Nebra fu costruito nel 1540 dai fratelli von Nissmitz.
Per molti secoli l'arenaria rossa è stata estratta nella regione circostante ed utilizzata per castelli e fattorie. Tra il 1952 e il 1994 Nebra era sede del circondario omonimo (nell'ex distretto di Halle fino alla fine del 1990).
Il nome della città è stato modificato il 1º gennaio 1998 da Nebra a Nebra (Unstrut). Il 1º luglio 2009 Wangen, fino ad allora comune separato, è stato accorpato a Nebra costituendone una frazione; il 1º settembre 2010 è stato annesso anche il comune limitrofo di Reinsdorf.